# Szentháromság-templom (Toponár)
A toponári Szentháromság-templom Kaposvár legrégebbi ma is álló temploma, műemléki védelem alatt áll.

## Története
A templom építése 1779-ben kezdődött meg a Festetics család kezdeményezésére, 1781-ben szentelték fel. A belső freskókat idősebb Dorfmeister István készítette, a berendezést az a Festetics Lajos adományozta, aki feleségével a templom kriptájában nyugszik. Kezdetben a Festeticsek házi káplánjaként szolgáló ferences atyák mutatták be a miséket és tanították itt a hittant, de a község lelkipásztori ellátása a kaposvári papok feladata volt. 1818-ban Kurbély György veszprémi püspök létrehozta az önálló toponári plébániát, melynek épülete 1838-ra készült el, egy évvel azután, hogy a templomot belül felújították. 1929-ben újabb felújítás következett, ekkor az oltárképet restaurálták, majd 1937-ben az összes freskót kijavították, de sajnos a mennyezeten levő eredeti festmények ekkor megsemmisültek. 1967-ben a templom új orgonát kapott, egy évvel később pedig a plébánia területe Orci és Zimány hozzácsatolásával növekedett, majd 1992-ben Magyaratád és Patalom is csatlakozott hozzá. 2004-ben kialakítottak egy új hittantermet és felújították a plébánia épületét a templom elektromos rendszerével és orgonájával együtt. 2011-ben újabb felújítás kezdődött: ekkor a szentély freskóit kezdték rendbe hozni. A freskók felújítása 2014 őszére készült el, míg 2021 és 2022 között az épület külseje is teljes felújításon ment át.

## Miserend
A toponári templomban az adventi időszak kivételével minden hétfőn, szerdán, pénteken és szombaton 18:30-kor, vasárnap pedig reggel 8 órakor kezdődik a mise. Adventkor a hétfői, szombati és vasárnapi mise ideje változatlan, azonban a hét másik négy napján reggel 6-kor kezdődik a szertartás.

## Környezete
A templom a forgalmas, Kaposvárt és Szántódot összekötő út mellett fekszik egy védett vadgesztenyesor árnyékában. Kertjében egy világháborús hősi emlékmű (Lóth József esperesplébános kezdeményezésére avatták fel 1990. szeptember 23-án), egy Szent Vendel- és egy Szentháromság-szobor (1906-ból) és két kőkereszt is áll: az egyiket özv. Bank Péterné állította 19-es honvéd fia emlékére, aki Galíciában, Szokolov községnél halt hősi halált 1916-ban, a másikat Kis Antal állította 1860-ban. A templom szomszédságában található a híres medveszobor is, melyet annak a valamikor a 20. század elején keletkezett legendának az emlékére állítottak 2010-ben, miszerint a közeli Festetics-kastély (a mai általános iskola) parkjából egyszer elszabadult egy (vagy több) medvebocs és (az egyik) felmászott a templom tornyába.